# Фессалоніки (фема)
Фема Фессалоніки (Фессалоніка) (грец. θέμα Θεσσαλονίκης) — військово-адміністративна одиниця Візантійської імперії (фема), яка розташовувалась на півдні Балканського півострова (сучасна Греція). Назва походить від міста Фессалоніки. Утворено на початку IX ст. Остаточно припинила існування 1392 року внаслідок захоплення Османською державою.

## Історія
За часів ранньої Римської імперії місто Фессалоніки були центром провінції Македонія, з часів Діоклетіана — стає столицею Македонського діоцезу. В період ранньої візантійської імперія була місцем перебування преторіанського префекту Іллірику. У VII територія префектури обмежувалася переважно округом навколо міста. На чолі стояв епарх. На початку IX ст. за рішенням імператриці Ірини або імператора Никифора I утворюється фема Фессалоніки. Перша згадка про неї відноситься до 824 року. У 904 році міста та околиці були захоплені й сплюндровані арабськими піратами з Критського емірату.
Була важливим опорним пунктом у війнах з Болгарським царством, що тривали до 1010-х років. У 995 році на нетривалий час фему було захоплено болгарськими військами. У 1001 році з території феми Фессалоніки було виокремлено турму Сервія, де було створено самостійну фему. До завершення війни з Болгарією в 1018 році в обов'язки очільника феми Фессалоніки входила захист Східної Македонії та Фракії від атак армії болгарського царя Самуїла і підтримка військових кампаній польової армії імператора Василя II.
З 1020-х років перетворюється з прикордонної на внутрішню фему. Втім, уже з 1040-х років звідси вирушали війська проти печенігів, війна з якими завершилася наприкінці 1090-х років.
Водночас через вигідне розташування була важливим торговельним центром, а саме місто Фессалоніки другим після Константинополя. Крім того, тут набули розвиток суднобудування, ремісництво, сільське господарство. Також на території фем розташовувався важливий релігійний центр Афон. Розквіт та піднесення феми припадає на період з 1020 року. за часів боротьби за трон у 1070-х роках фемні війська підтримували заколотників Никифора Бриєннія Старшого та Никифора Василакі. За часів Комнін стає надійною військовою (морською і суходільною) базою та важливішим економічним регіоном.
Боротьба за владу у 1180-х роках негативно вплинули на обороноздатність імперії. Цим скористалися нормани з Сицилії, які у 1185 році пограбували центр феми, завдавши відчутної моральної та економічної шкоди. В подальшому стає опорою у боротьбі з повстання Асенів в Болгарії. Декілька разів місто Фессалоніки витримувало облогу болгар.
У 1204 році було захоплено учасниками Четвертого хрестового походу. Фему було ліквідовано, натомість утворено королівство Фессалоніки. 1224 році Епірський деспотат завоював територію колишньої феми, де було оголошено створення Фессалонікської імперії. Але вже у 1246 році нікейський імператор Іоанн III відвоював місто та область навколо. Після чого відновив фему. Вона збереглася після відтворення візантійської імперії.
за часів Палеологів значення міста та феми зберігається, особливо у боротьбі проти Болгарії та Епірського деспотату. Послаблення імперії з 2-ї половини XIV ст. призвело до розширення володінь османської держави. у 1392 році османські війська захопили фему.
У 1402 році Візантії вдалося повернути Фессалоніки, де було створено деспотат. У 1423 році місто було передано Венеційській республіці, а 1430 року захоплено османською імперією.

## Адміністрація
На сході фема поширилася на річку Стрімон. На півдні вона межувала з фемой Еллада у північній Фессалії. Її західні і північні кордони постійно змінювалися під час війни між візантійцями і місцевими слов'янськими племенами, а згодом і з булгарами.
На чолі стояв стратег (вперше письмово згадується 836 року), який мав найменший 4-й розряд серед стратегів, отримуючи щорічну платню у 12 фунтів золота. Йому підпорядковувалося 2 тис. вояків. За імператора Іоанна I впроваджується посада дукса тагм, яка наприкінці X ст. поєднується з посадою стратега. З XI ст. призначаються лише дуки, зазвичай представники імператорської родини. За своїм рангом дуки йшли після епархів Константинополя

## Відомі очільники

### Епархи
- Теогній (поч. VIII ст.)
- Никита (2-а чверть VIII ст.)
- Теодор (1-а пол. VIII ст.)
- Естафій (сер. VIII ст.)
- Персент (2-а пол. VIII ст.)
- Іоанн (кін. VIII ст.)
- Лев (790-ті)
- Андронік (790-ті)
- Агалліан (820-ті)
- Василь (1-а пол. IX ст.)

### Стратеги і дуки
- Никифор Ексакіоніт (963—965)
- Григорій Тароніт (991—995)
- Іоанн Халд (995—996)
- Никифор Уран (996—999)
- Давид Аріаніт (999—1014)
- Феофілакт Вотаніат (1014)
- Никифор Кавасіла (1023—1024)
- Костянтин Діоген (1029—1030)
- Никифор Вотаніат (1060—1062)
- Феодор Далассен (1062—1067)
- Миколай Палеолог (1080—1081)
- Никифор Меліссен (1081—1104)
- Андронік Дука Палеолог (1109—1115/1117)
- Олексій Бриєнній Комнін (1138—1154)
- Іоанн Комнін Контостефан (1160-ті)
- Давид Бриєнній Комнін (1181—1185)
- Давид Бриєнній Комнін (1185)
- Андронік Бриєнній Комнін (1186—1192)
- Андронік Палеолог (1246—1248)
- Мануїл Палеолог (1369—1370)